# Sånga-Säby

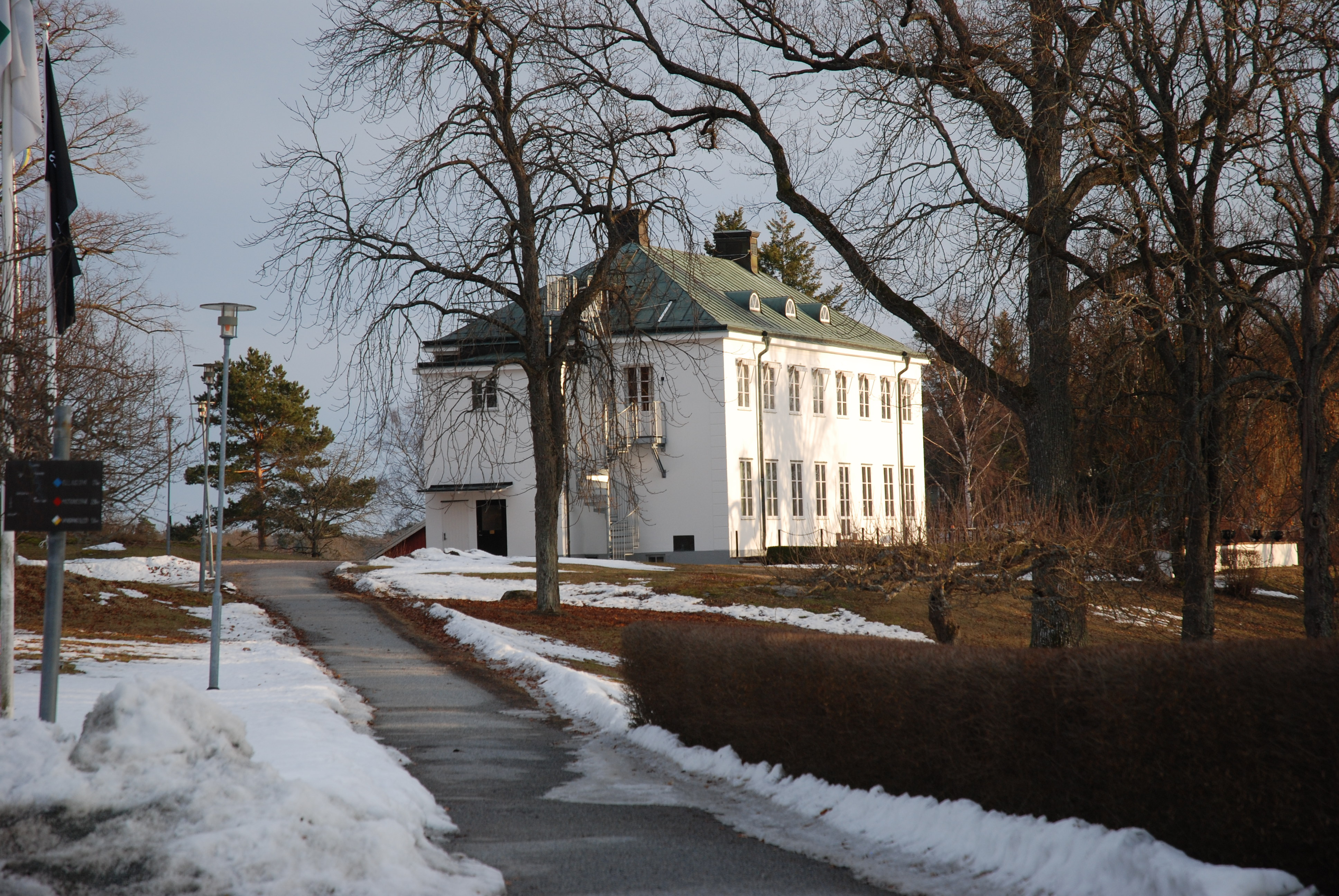
Sånga-Säby herrgård

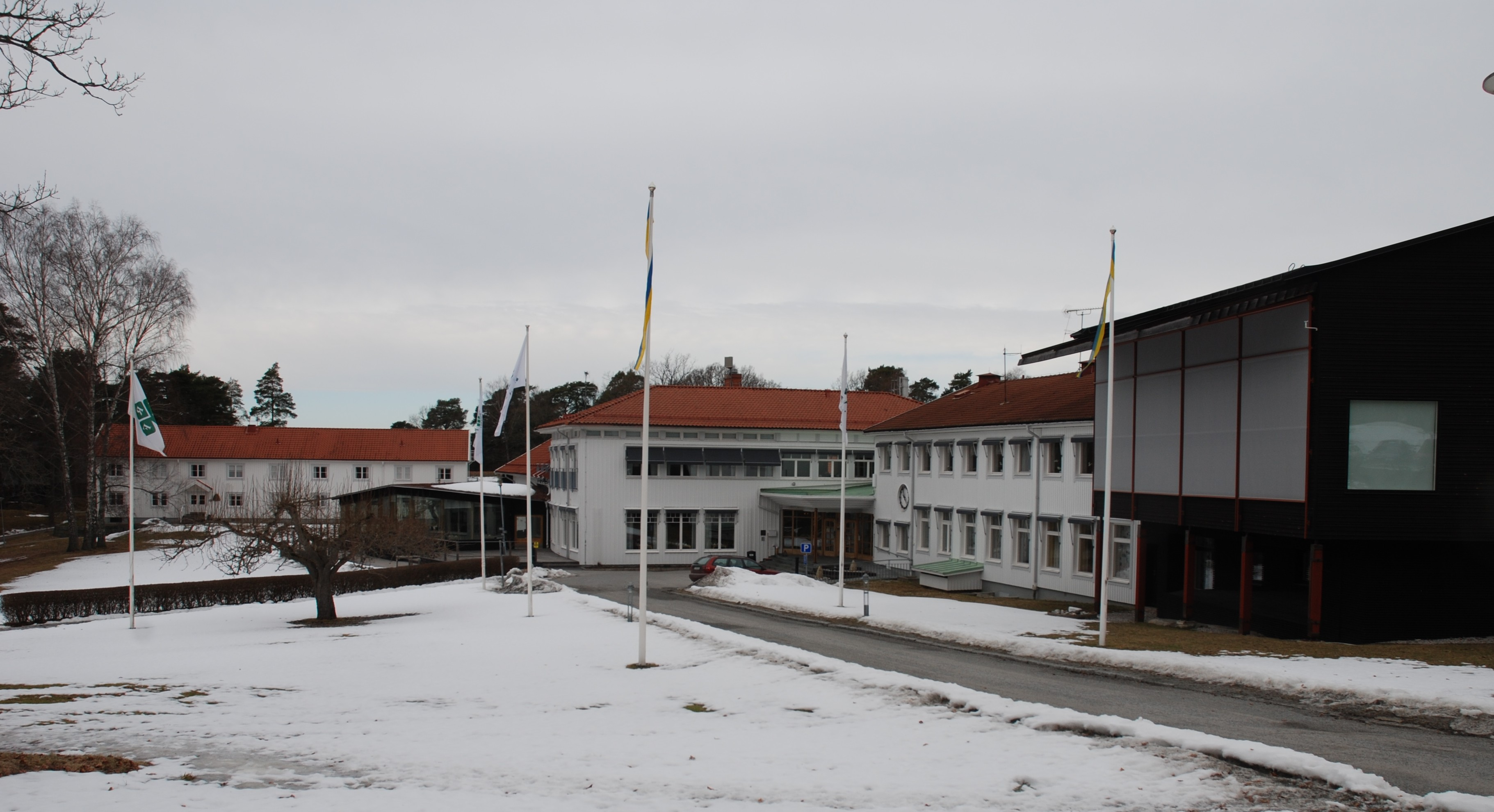
Sånga-Säby konferensanläggning

Sånga-Säby är en herrgård, numera hotell- och konferensanläggning, i Sånga socken på Färingsö i Ekerö kommun.
Sånga-Säby har en historisk koppling till bonderörelsen. Bönder från hela landet samlades 1929 hemma hos  Otto Wallén på Sånga-Säby gård, vilket ledde till bildandet av Riksförbundet Landsbygdens Folk (RLF). I början av 1940-talet köpte RLF och Sveriges Lantbruksförbund Sånga-Säby gård för att använda herrgårdsbyggnaden för undervisning och som rektorsbostad och kompletterade också två flygelbyggnader med elevhem. År 1944 invigdes Jordbrukets föreningsskola på Sånga-Säby.  
Efter sammanslagningen år 1970 av Riksförbundet Landsbygdens Folk och Sveriges Lantbruksförbund till Lantbrukarnas Riksförbund (LRF) är denna organisation ägare till Sånga-Säby. Sedan mitten av 1990-talet bedrivs Sånga-Säby som en renodlad hotell- och konferensanläggning.